# Wachseldorn
Wachseldorn (toponimo tedesco; fino al 1805 Wachseldorn-Gützenschwendi) è un comune svizzero di 234 abitanti del Canton Berna, nella regione dell'Oberland (circondario di Thun).

## Storia
Nel 1805 il comune di Wachseldorn-Gützenschwendi fu accorpato all'altro comune soppresso di Mittel-Buchholterberg per formare il nuovo comune di Buchholterberg-Wachseldorn, il quale tuttavia nel 1823 fu nuovamente scisso nei comuni di Buchholterberg e Wachseldorn.

## Società

### Evoluzione demografica
L'evoluzione demografica è riportata nella seguente tabella:
Abitanti censiti

## Amministrazione
Ogni famiglia originaria del luogo fa parte del comune patriziale e ha la responsabilità della manutenzione di ogni bene comune ricadente all'interno dei confini municipali.